# 수프카레

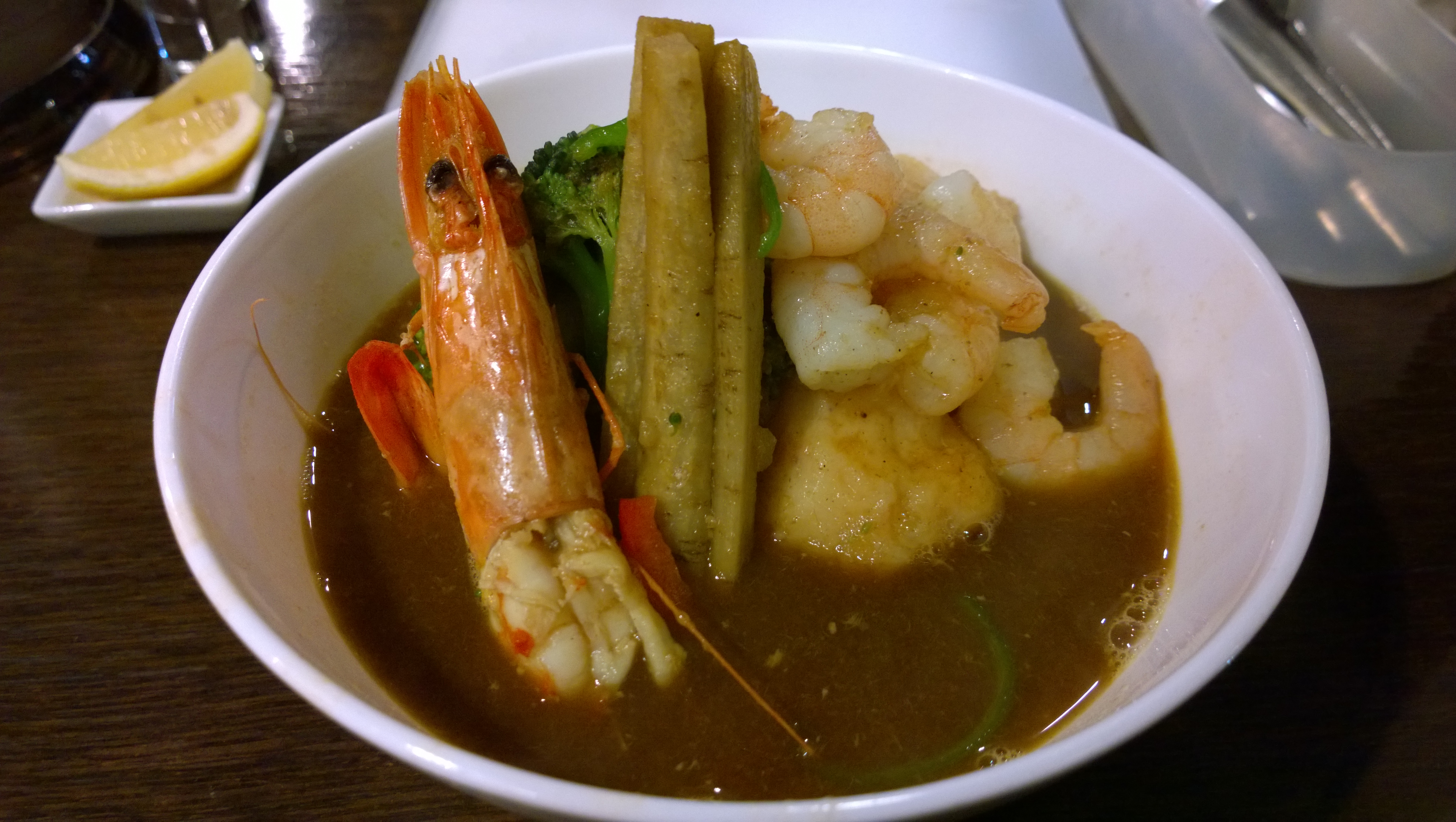
새우가 들어간 수프 카레

수프카레(일본어: スープカレー 스푸카레[*])는 일본 카레요리의 한 종류로, 여러 가지 향신료를 사용한 묽은 국물에 해산물, 채소등의 다양한 재료가 들어가 있는 음식이다. 홋카이도의 삿포로시에서 처음 생겼으며, 동남아 등지의 묽은 커리를 참고로 하여 만들어진 요리이다.

## 특징
수프카레는 고기나 채소등을 우려낸 국물에 다양한 향신료들을 넣어 수프를 만들고, 감자, 단호박, 당근, 피망등의 야채와 새우, 돼지고기, 닭고기 등의 재료들을 따로 조리하여 함께 담아내는 요리이다. 일본 카레보다 일본화 되지 않은 커리에 가까운 맛이며 여러 가지 재료와 많은 종류의 향신료가 들어가기 때문에 다양한 맛과 향을 즐길 수 있다. 진한 향에 비해 국물이 묽고 깔끔하며 들어가는 재료들이 큼지막한편인데, 이 때문에 향신료의 향과 함께 각각의 재료들의 맛을 즐길 수 있는 것이 특징이다.

## 기원
수프카레는 1971년에 삿포로시의 음식점 아잔타(アジャンタ)에서 출시된 약선카레(薬膳カリィ)가 그 기원으로 여겨진다. 1993년에 음식점 매직스파이스(マジックスパイス)가 인도네시아 요리의 일종인 소토아얌(soto ayam)을 접목해 수프카레라고 이름을 붙여 판매하기 시작한뒤로 엄청난 인기를 끌었고, 삿포로를 비롯해 다른 지역에도 수많은 수프카레 음식점들이 생겨나기 시작하면서 일본내에서 널리 알려졌다.

## 같이 보기
- 일본 카레
- 수프